# ザッカリー・ベル
ザッカリー・ベル（Zachary Bell、1982年11月14日 - ）は、カナダ、ユーコン準州出身の自転車競技（ロードレース、トラックレース）選手。
| スタブアイコン | サブスタブ | この項目は、まだ閲覧者の調べものの参照としては役立たない、スポーツ関係者に関連した書きかけの項目です。この項目を加筆・訂正などしてくださる協力者を求めています（P:スポーツ/PJ:スポーツ人物伝）。 |